# Gawler
Gawler é uma cidade localizada no estado australiano da Austrália Meridional. De acordo com o censo australiano de 2016, a população era de 26.472 habitantes.